# Pallacanestro ai X Giochi asiatici
La pallacanestro ai Giochi asiatici 1986 si è svolta dal 20 settembre al 5 ottobre a Seul, in Corea del Sud. Nella disciplina della pallacanestro sono stati effettuati due tornei, quello maschile e quello femminile, che hanno visto coinvolte 8 nazioni.

## Medagliere
| Posiz. | Nazione       | Oro | Argento | Bronzo | Totale |
| ------ | ------------- | --- | ------- | ------ | ------ |
| 1      | Cina          | 2   | 0       | 0      | 2      |
| 2      | Corea del Sud | 0   | 2       | 0      | 2      |
| 3      | Giappone      | 0   | 0       | 1      | 1      |
| 3      | Filippine     | 0   | 0       | 1      | 1      |
| Totale | Totale        | 2   | 2       | 2      | 6      |

## Classifiche finali

### Maschile
| Pos.    | Squadra       | Formazione |
| ------- | ------------- | --- |
| Oro     | Cina          | CinaGong, Huang, Li F., Li Y., Sha, Song, Sun, Wang F., Wang L., Xu, Zhang B., Zhang Y., All. -                                                                           |
| Argento | Corea del Sud | Corea del SudGo, Han, Heo, Im, Kim H., Kim S., Kim Y., Lee C., Lee Mi., Lee Mu., Lee W., Park, All. Kim In-geon                                                           |
| Bronzo  | Filippine     | Filippine4 Patrimonio, 5 Magsanoc, 6 Lastimosa, 7 Reyes, 8 Caidic, 9 Lim, 10 Pumaren, 11 Altamirano, 12 Capacio, 13 H. Codiñera, 14 J. Codiñera, 15 Tanuan, All. Joe Lipa |
| 4.      | Giordania     | Template:Giordania di pallacanestro ai giochi asiatici 1986 |
| 5.      | Malaysia      | Template:Malesia di pallacanestro ai giochi asiatici 1986 |
| 6.      | Giappone      | Template:Giappone di pallacanestro ai giochi asiatici 1986 |
| 7.      | Kuwait        | Template:Kuwait di pallacanestro ai giochi asiatici 1986 |
| 8.      | Hong Kong     | Template:Hong Kong di pallacanestro ai giochi asiatici 1986 |

### Femminile
| Pos.    | Squadra       | Formazione |
| ------- | ------------- | --- |
| Oro     | Cina          | CinaCong, Han, Liu L., Liu Q., Peng, Qiu, Wang J., Wang Y., Xu, Xue, Zhang, Zheng, All. -                                                                     |
| Argento | Corea del Sud | Corea del SudChoe, Jo, Kim E., Kim H., Kim Y., Lee G., Lee H., Lee M., Mun, Seo, Seong, U, All. Jo Seung-yeon                                                 |
| Bronzo  | Giappone      | Giappone4 Kubota, 5 Takaya, 6 Horiuchi, 7 Takeyama, 8 Shimizu, 9 Harada, 10 Ishii, 11 Matsuura, 12 Satō, 13 Nogura, 14 Kuroda, 15 Takara, All. Kazuo Nakamura |
| 4.      | Malaysia      | Template:Malesia femminile di pallacanestro ai giochi asiatici 1986                                                                                           |